# سیدنی هاوارد
سیدنی کو هاوارد (انگلیسی: Sidney Howard؛ زاده ۲۶ ژوئن ۱۸۹۱ – درگذشته ۲۳ اوت ۱۹۳۹) نمایش‌نامه‌نویس و فیلم‌نامه‌نویس اهل آمریکا بود.